# Cinta Manis
Cinta Manis is een bestuurslaag in het regentschap Banyuasin van de provincie Zuid-Sumatra, Indonesië. Cinta Manis telt 2195 inwoners (volkstelling 2010).